# Сказание о Мамаевом побоище
«Сказание о Мамаевом побоище» — литературное древнерусское произведение XV века о Куликовской битве. 
Открывающая «Сказание» повествовательная формула: «хощу вамъ, братие, брань повѣдати новыа побѣды, како случися брань на Дону великому князю Димитрию Ивановичю и всѣм православным христианом с поганым Мамаемъ и з безбожными агаряны» с самого начала задает ориентацию на эпическую форму.
Несмотря на подробное и объемное описание битвы, «Сказание» нельзя воспринимать как полноценный исторический источник. Реальными в «Сказании» представляются персонажи и топонимы, общая хронология описываемых событий, отдельные факты – все то, в чем «Сказание» следует за более ранними источниками. Сомнения в достоверности вызывают мотивировки персонажей, бытовые подробности и детали, обширные фрагменты, передающие прямую речь, символические сцены. 

## Сюжет
В «Сказании» повествуется о небесных видениях, предвещавших победу русского народа, приводится множество интересных подробностей этого события, в числе которых посольство Захария Тютчева к Мамаю. Наряду с исторически достоверными фактами (маршрут русского войска из Москвы через Коломну на Куликово поле, с переправами через реки Оку и Дон, перечисление князей и воевод, участвовавших в сражении, информация о действиях Засадного полка и так далее), содержит и некоторые легендарные эпизоды.
Автор сказания ошибочно «назначил» в год побоища архиепископом Коломны Геронтия, который заступил на должность более чем через семьдесят лет после битвы. Также произвольно он «назначил» архиепископом Новгорода Еуфимия, хотя человека с таким именем  в XIV веке не было на этой должности. Идущее на Куликово поле литовское войско у автора сказания возглавляет великий князь Ольгерд, который умер за три года до Куликовской битвы. Темника Мамая автор сказания величает «царём», а не князем. Будучи церковником, автор сказания старается показать Мамая язычником, поэтому у него, увидев свою погибель, Мамай призывает не только Магомета, но и других богов: Перуна, Салавата, Раклия и Хорса. Также он возможно придумал рассказ о визите Дмитрия Ивановича к троицкому игумену Сергию Радонежскому, который предсказал победу над некими «половцами», отправку на бой «иноков» с языческими некалендарными именами Пересвет и Ослябя, рязанского князя Олега Ивановича изобразил предателем и придумал поединок перед Куликовской битвой брянского боярина Пересвета с «печенегом» Челубеем.

## Художественные особенности
Структура «Сказания» похожа на  летописную статью образца 40-50-х годов Киевской летописи – в ней есть долгая экспозиция с описанием точек зрения и мотивировок всех действующих лиц, которые частично становятся ясны читателю из приводимых фрагментов писем. Есть в «Сказании» и авторские отступления, одно из них завершается характерным летописным «Си же пакы оставим, на пръвое възвратимся» Сама битва занимает незначительную часть сказания и начинается ближе к последней трети текста.  
Предшествующее битве описание движения войск Дмитрия Ивановича и Владимира Андреевича дает едва ли не больше фактической информации для определения места битвы, чем описание самого сражения для его реконструкции.  
Картины прошедшего в Сказании не всегда предстают перед читателем в пересказе автора, сложная структура текста, включающая рассказы действующих лиц, фрагменты переписки и диалоги позволяет говорить о выходящем за рамки основного сюжета, не прибегая к авторским отступлениям. Так, из слов старых татар становится известно о гибели Юрия Всеволодовича «и великого князя Юрья Дмитреевичя убилъ» и о том, что Батый сжег Владимирский Успенский собор «въ Володимерѣ вселенскую церковь златаверхую разграбилъ». В Лаврентьевской летописи за 6745 / 1237 г., те же самые события описываются так: «и ту оубьєнъ бъıс̑ кнѧз̑ великъıи Юрьи на Сити на рѣцѣ и дружинъı ѥго много үбиша», «ӕко приде вѣсть к великому кнѧзю Юрью Володимерь взѧтъ и цр҃къı зборънаӕ; и оубьєнъ бъıс̑ Пахоми архимандритъ манастъıрѧ Ржс̑тва ст҃ъı Бц҃а да игуменъ Оуспеньскъıи».

## Списки
«Сказание» дошло до нас в большом количестве списков. Некоторые из них имеют очень позднюю дату — конец XVIII—начало XIX века, что говорит об огромной популярности произведения в России. На источник оказала значительное влияние политико-идеологическая атмосфера времени его создания и редактирования (в частности, пристальное внимание было уделено роли церкви, а в свете противостояния Москвы с Великим княжеством Литовским и Крымским ханством в повествовании были усилены антилитовские и антиордынские акценты).
Соотношение списков «Сказания» изучали русские учёные С. К. Шамбинаго и А. А. Шахматов.

## Сказание, памятники Куликовского цикла и другие источники
«Сказание» вместе с «Летописной повестью о Куликовской битве» и «Задонщиной» входит в памятники так называемого «Куликовского цикла». Возвышение Москвы и московского князя Дмитрия Ивановича, последовавшее за победой, одержанной на Дону 8 сентября 1380 года, во многом определяет ту точку зрения, с которой эта битва показана во всех трех памятниках.  
Внутри Куликовского цикла взаимодействие текстов устроено довольно сложно. Прямая текстуальная зависимость «Сказания» от «Летописной повести» не прослеживается. но, вероятно, на текст «Сказания» повлияло другое произведение куликовского цикла – «Задонщина». В Сказании присутствуют отдельные вставки из «Задонщины», восходящие к общему протографу. Причем поэтические пассажи “Задонщины”, взятые из разных фрагментов, частично нарушили логику первоначального повествовательного текста “Сказания”.  
Помимо памятников Куликовского цикла и позднейших летописных упоминаний, существует еще один источник, в котором встречается упоминание о сражении – московско-рязанский договор 1381. (Победа объединенного русского войска, одержанная на Дону 8 сентября 1380 года, стала переломным моментом не только в истории русско-ордынских отношений, но и в истории отношений московского и рязанского княжества. Особая ценность московско-рязанского договора – его современность событиям: «А что княз(ь) великикии Дмитрии и братъ княз(ь) Володимеръ билисѧ на Дону с Татары от того времени что грабеж или что поиманые у кн(ѧ)зѧ у великог(о) людии у Дмитриѧ и у его брата князѧ Володимера тому межи нас суд вопчии отдати то по исправе». Более подробных сведений о сражении грамота не содержит. Однако, благодаря ей, мы узнаем, например, о подчеркнуто вассально-иерархических отношениях старшего – Московского и молодшего – Рязанского князя, установившихся после 1380 г. и являющихся, вероятно, прямой реакцией на неучастие Рязани в Куликовской битве.  
Самые ранние летописные известия о Куликовской битве известны по Рогожской и Симеоновской летописям, общий протограф которых существовал к 1409 г..  